# Clima della Svezia
Il clima della Svezia varia enormemente da nord a sud: le regioni meridionali e le regioni costiere hanno un clima continentale freddo, l'entroterra ha un clima subpolare e boreale mentre si parla di clima polare a estremo nord.
Riscaldata in modo molto marginale dalla Corrente del Golfo, la Svezia è bagnata dal Baltico, un mare freddo con scarsa azione mitigatrice che ghiaccia in inverno.

## Inverno
L'inverno è la stagione che presenta più divergenze climatiche da zona a zona. Nelle estreme zone meridionali, come a Göteborg e a Malmö, la temperatura media invernale è poco superiore agli 0° e le punte minime possono essere molto basse ma raramente si scende al di sotto dei -12°. Le precipitazioni non sono molto abbondanti in queste due città, dove pioggia e neve si alternano in pressocché egual misura.
Anche a Stoccolma si hanno condizioni simili: la media è di -2°, le massime in genere si mantengono intorno a 1° e le minime sui -5°; va detto che nelle notti più fredde le temperature possono scendere di molti gradi rispetto alla norma: nel gennaio 2005 si sono raggiunti -17° nella capitale. Le precipitazioni non sono troppo abbondanti, ma qui può cadere molta neve e sono frequenti le giornate coperte e ventose. 
Andando a nord, il clima si fa molto più freddo: Sundsvall, che è situata sulla costa più o meno nel centro della Svezia, ha un clima gelido e un inverno lunghissimo. La media minima si mantiene intorno a -13/-17° e la massima non sale oltre i -5°. Le precipitazioni, abbastanza scarse, sono esclusivamente in forma nevosa.
All'estremo nord, Haparanda è situata al confine con la Finlandia: l'inverno è lunghissimo, ma le temperature in gennaio non sono troppo differenti da quelle di Sundsvall: -17° di minima e -10° di massima: ecco perché molti scandinavi emigrano verso il sud, comunque freddo ma con condizioni climatiche più favorevoli allo sviluppo umano.
Nell'interno nord, Kiruna è situata a circa 500 metri s.l.m. In gennaio le minime sono intorno ai -30°, e non si sale mai, nell'arco del giorno, sopra i -15°. Il sole tramonta a dicembre e sorge solo i primi di gennaio. Inoltre, l'inverno è lunghissimo: anche maggio presenta una minima di -1°, e anche a settembre si inizia a scendere sotto lo zero. Un po' più mite, ma comunque di non più di 5°/10° superiori, sono le temperature registrate a Växjö, situata nell'interno centrale. Le precipitazioni sono scarse, e concentrate in estate; quasi esclusivamente nevose da novembre a marzo, ma nevicate si possono avere anche in settembre, aprile e maggio.

## Estate
In estate la situazione è più uniforme: le massime vanno dai 22° di Göteborg e di Malmö ai 23° di Stoccolma, dai 19° di Sundsvall ai 15° di Kiruna e 18° di Växjö; al sud, in luglio, si possono raggiungere punte massime anche vicine ai 35°; le notti rimangono molto fresche.
L'autunno e la primavera sono brevi e quasi assenti mentre al nord sono solo un prolungamento dell'inverno.